# Карачаєвськ
Карачаєвськ (рос. Карачаевск, карач.-балк. Къарачай шахар)  — місто у Карачаєво-Черкеській республіці. Адміністративний центр Карачаєвського району.
До складу Карачаєвської міськради входять м. Теберда, смт. Домбай, смт. Орджонікідзевське, смт. Ельбруське.

## Історія
До 1926 р. село Георгіївське.

З 1926 р. село перейменовано у Мікоян-Шахар (на честь радянського партійного і державного діяча А. І. Мікояна; Шахар — у тюркських та іранських мовах — «місто»). 

У 1929 р. отримало статус міста.

У 1944, після депортації карачаївців, включений до складу Грузинської РСР і перейменований в Клухорі за назвою місцевості.

У 1955 місто було передано до складу РРФСР і перейменовано у Карачаєвськ за етнонімом — карачаївці та назвою місцевості — Карачай.

## Географія
Карачаєвськ розташований у відрогах Скелястого хребта Північного Кавказу, на р. Кубань, при впадінні в неї р. Теберда.
45 км від залізничної станції Джегута.
60 км на південний захід від Черкеська.
Площа міста — 22 км²

## Населення
1959 — 7 169

1970 — 14 762

1979 — 16 873

1989 — 21 582 

2002 — 22 113

2009 — 19 677

Населення території, підпорядкованої Карачаєвській адміністрації — 34 083 (2009 р.). До її складу входять також місто Теберда — 7 301, смт. Орджонікідзевське — 2 934 , смт. Домбай — 385 та смт. Ельбруське — 215